# Schwarzwerdender Geißklee
Der Schwarzwerdende Geißklee (Cytisus nigricans) ist eine Pflanzenart aus der Gattung Geißklee (Cytisus) in der Unterfamilie der Schmetterlingsblütler (Faboideae).

## Beschreibung

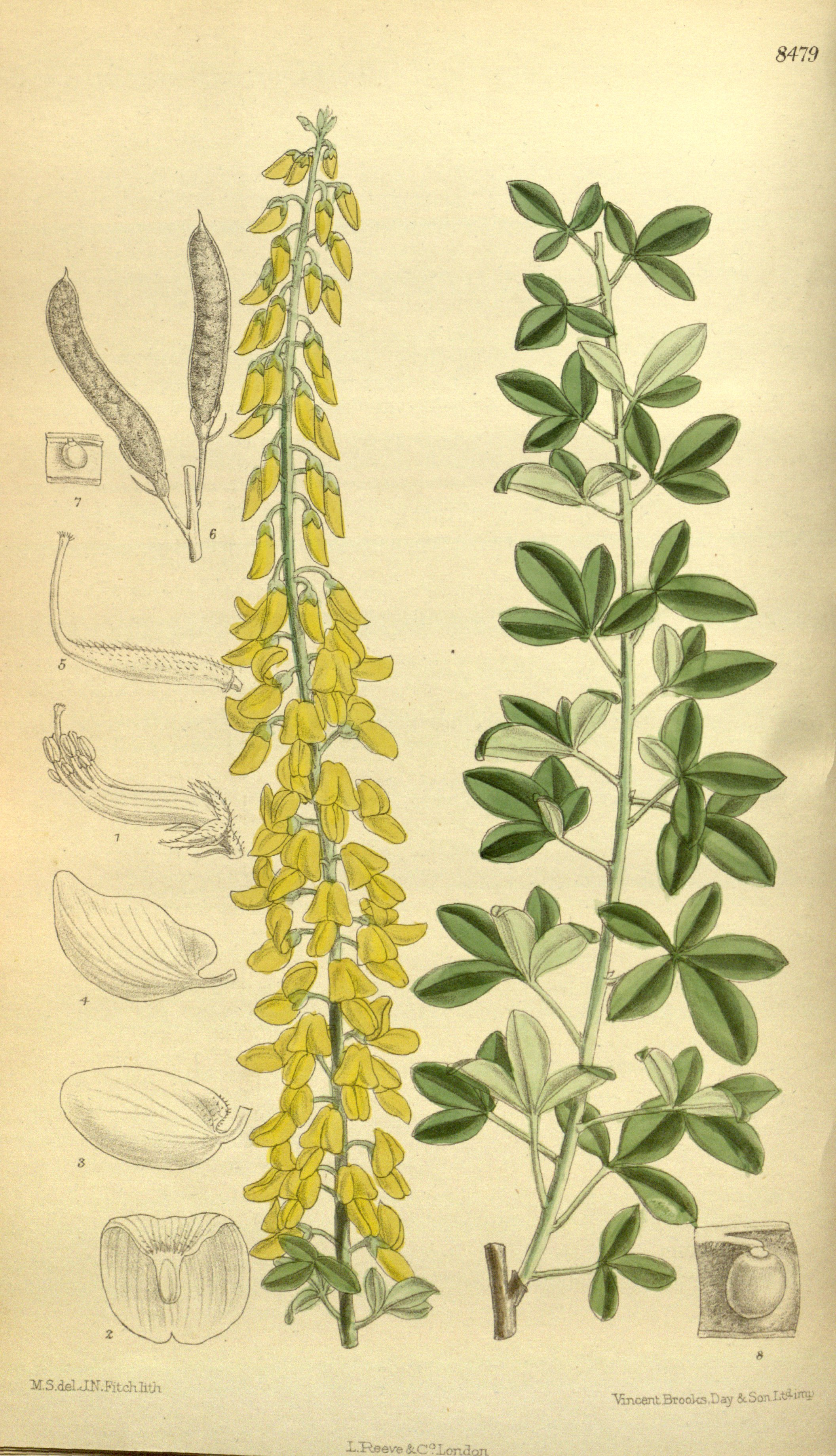
Illustration

### Vegetative Merkmale
Der Schwarzwerdende Geißklee wächst als von unten ab reich verzweigter Strauch und erreicht meist Wuchshöhen von 30 bis 100 Zentimetern, in Ausnahmefällen von bis zu 150 Zentimetern. Die langen, unter dem Boden kriechenden Wurzeln bekommen an verschiedenen Stellen oberirdische, grüne Zweige. Die Zweige sind fast vollkommen rund. Der Name Schwarzwerdende Geißklee (Cytisus nigricans) stammt daher, dass alle der Pflanzenteile beim Trocknen schwärzlich bis vollkommen schwarz werden.
Die Laubblätter sind dreiteilig, wobei alle Fiedern sitzend sind. Die Blattunterseite ist kurz anliegend behaart. Die Fiedern sind 6 bis 30 Millimeter lang und (2 bis) 5 bis 10 (bis 16) Millimeter breit, eiförmig bis elliptisch oder linealisch. Sie sind oberseits dunkler grün, unterseits hellergrün. Junge Blätter sind angedrückt behaart auf beiden Seiten und verkahlen auf der Oberseite. Die Nebenblätter sind winzig.

### Generative Merkmale
Die Blütezeit liegt im Hochsommer im Juni bis September. Es werden endständige, lange, vielblütige, traubige Blütenstände gebildet, die meist keine Tragblätter enthalten. Die Blütenstiele sind 4 bis 8 Millimeter lang. Die zwittrigen Blüten sind zygomorph und fünfzählig mit doppelter Blütenhülle. Der Kelch ist glockig, seine Oberlippe besteht aus 2 Zähnen, die Unterlippe aus drei Zähnen. Die fünf Kronblätter sind gelb, sie werden beim Abblühen schwarz. Die Fahne ist 7 bis 10 Zentimeter lang und 6 Millimeter breit. Die Flügel sind kürzer als das Schiffchen.
Die Hülsenfrucht ist anliegend behaart, sie ist 20 bis 35 Millimeter lang und 5 bis 7 Millimeter breit.
Die Chromosomenzahl beträgt 2n = 46 oder 48.

## Vorkommen
Es handelt sich um eine zentraleuropäische Art, die von Dänemark bis ins nördliche Italien vorkommt. Sie hat ursprüngliche Vorkommen in den Ländern Deutschland, Polen, Schweiz, Italien, Österreich, im früheren Jugoslawien und in der Tschechoslowakei, Ungarn, Belarus, in Russland, Ukraine, Moldau, Rumänien, Bulgarien, Albanien und in Griechenland. Sie steigt in den Alpen bis 1600 Meter Meereshöhe auf. Da die Art in Frankreich ursprünglich nicht vorkommt, hat sie nach Floraweb teilweise in Baden-Württemberg im östlichen Schwarzwaldvorland ihre Westgrenze.
Der Schwarzwerdende Geißklee wächst an trockenen, steinigen Orten wie beispielsweise in Heiden oder an Rändern von trockenen Wäldern. Er kommt vor allem in Gesellschaften des Geranion sanguinei vor. Cytisus nigricans ist eine Trennart des Cytiso-Pinetum, findet sich aber auch in subkontinentalen Potentillo-Quercion-Gesellschaften, in Genisto-Quercenion- oder Genistion-Gesellschaften.
Die ökologischen Zeigerwerte nach Landolt et al. 2010 sind in der Schweiz: Feuchtezahl F = 2 (mäßig trocken), Lichtzahl L = 3 (halbschattig), Reaktionszahl R = 3 (schwach sauer bis neutral), Temperaturzahl T = 4+ (warm-kollin), Nährstoffzahl N = 2 (nährstoffarm), Kontinentalitätszahl K = 4 (subkontinental).

## Systematik
Die Erstveröffentlichung von Cytisus nigricans erfolgte 1753 durch Carl von Linné in Species Plantarum Band 2, Seite 739. Ein Synonym von Cytisus nigricans L. ist Lembotropis nigricans (L.) Griseb.
Je nach Autor gibt es von Cytisus nigricans wenige Unterarten oder Varietäten:
- Cytisus nigricans L. var. nigricans
- Cytisus nigricans var. australis (Wohlf.) Hayek (Syn.: Lembotropis nigricans subsp. australis (Wohlf.) Holub): Diese Varietät kommt in Italien und auf der Balkanhalbinsel vor.[3] Bei ihr sind die Zweige mehr oder weniger dicht mit weißen abstehenden Haaren bedeckt und die Blütenstände sind kurz und haben wenige Blüten.[1]

## Trivialnamen
Für den Schwarzwerdenden Geißklee gibt es auch die Trivialnamen Schwärzender Ginster, Sommerginster, Schwarzer Bohnenstrauch, Trauben-Geißklee oder auch nur Geißklee.

## Bilder

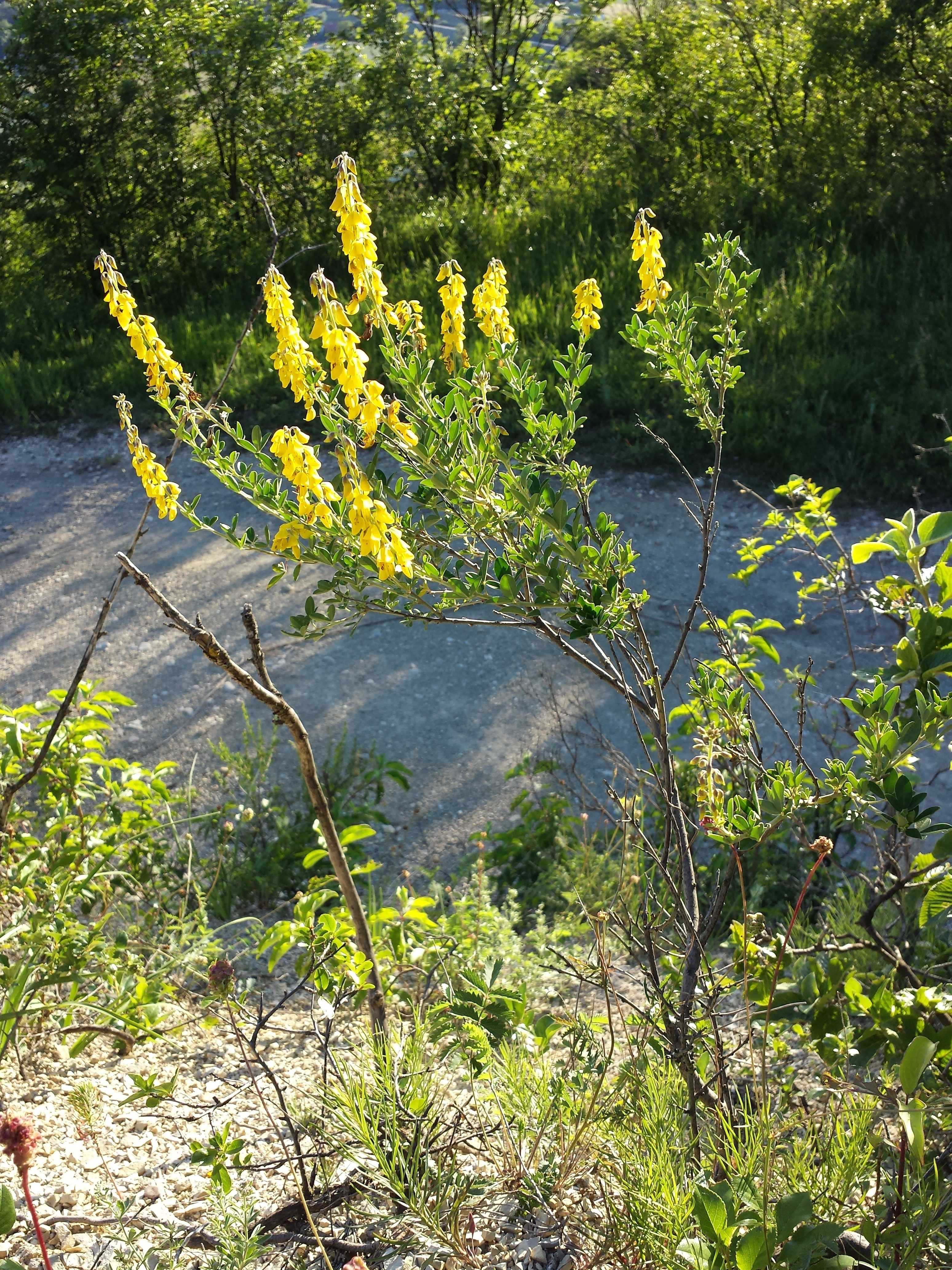
Habitus
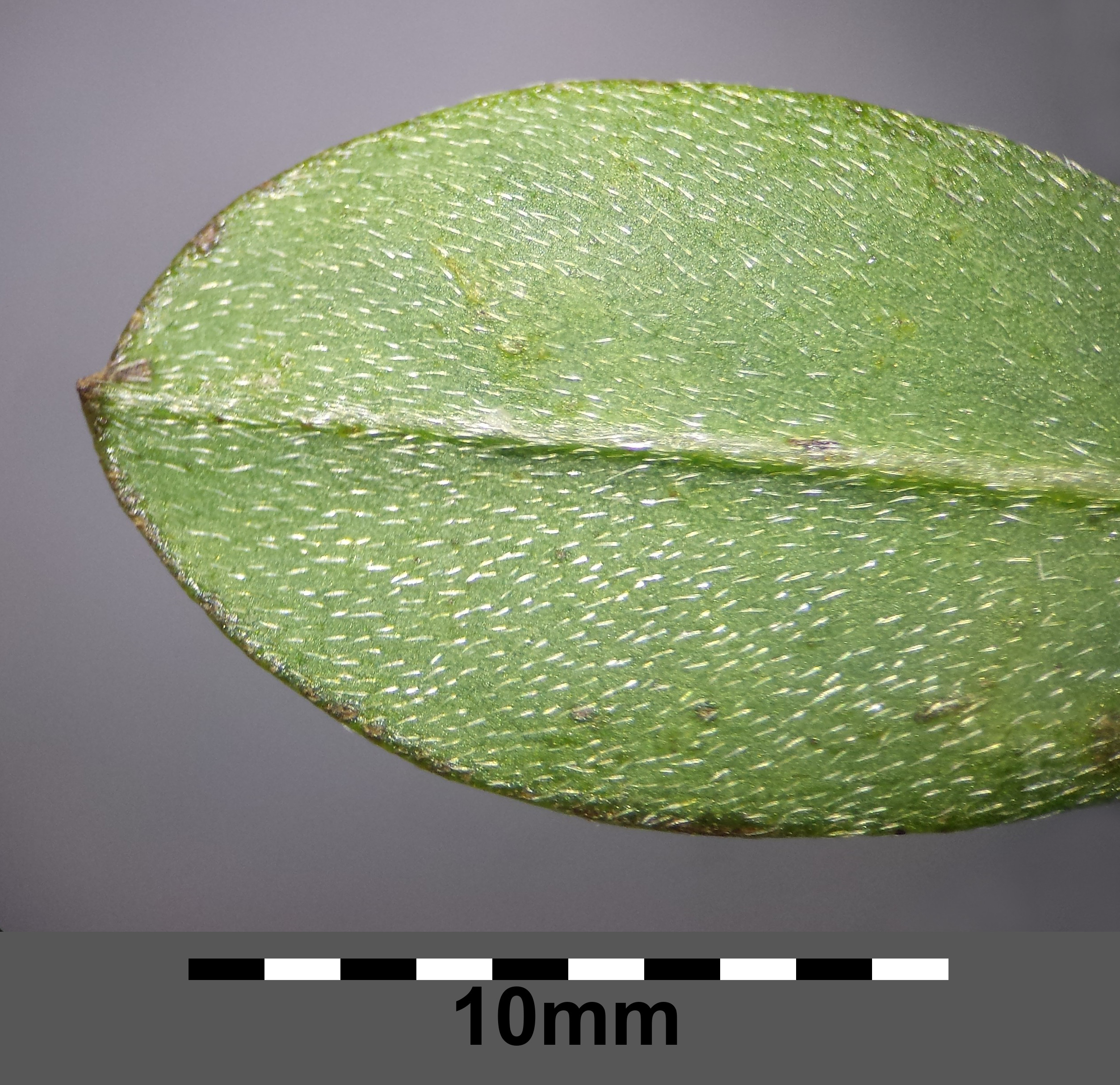
Laubblattunterseite
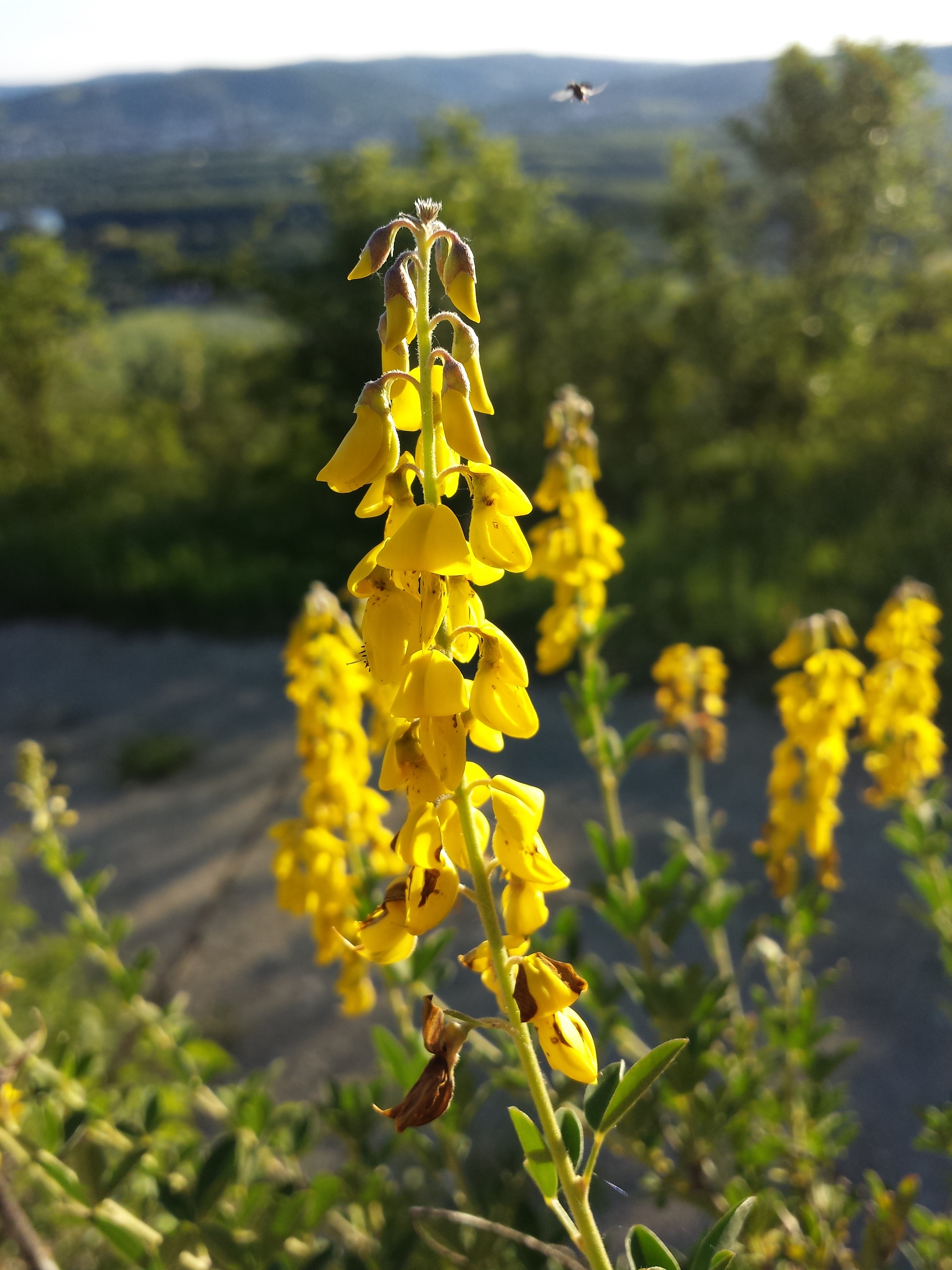
Blütenstand
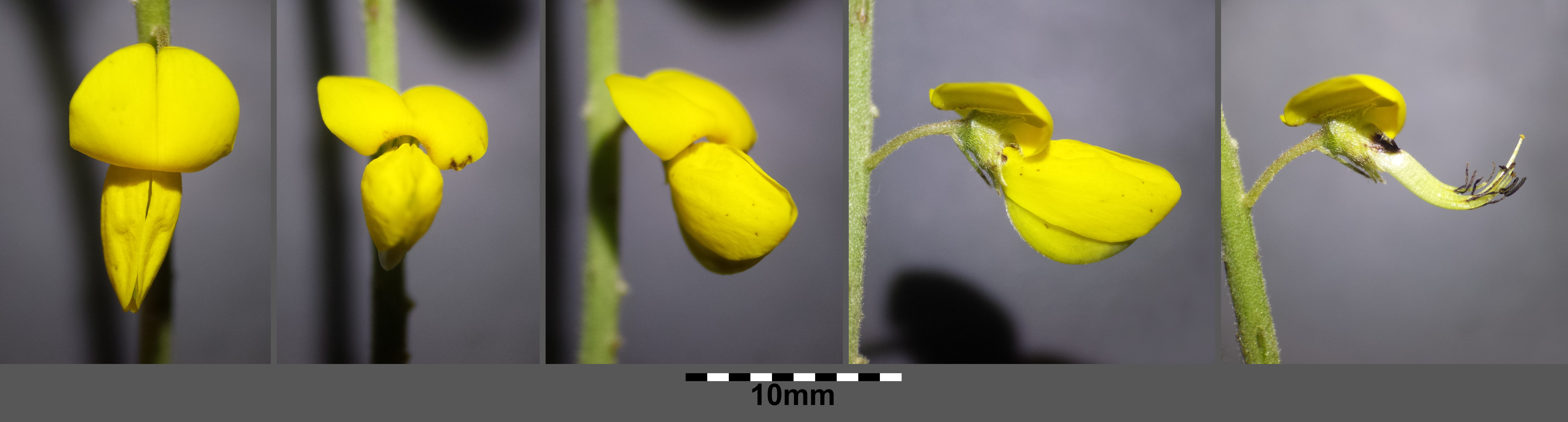
Blüte, rechts Flügel und Schiffchen entfernt
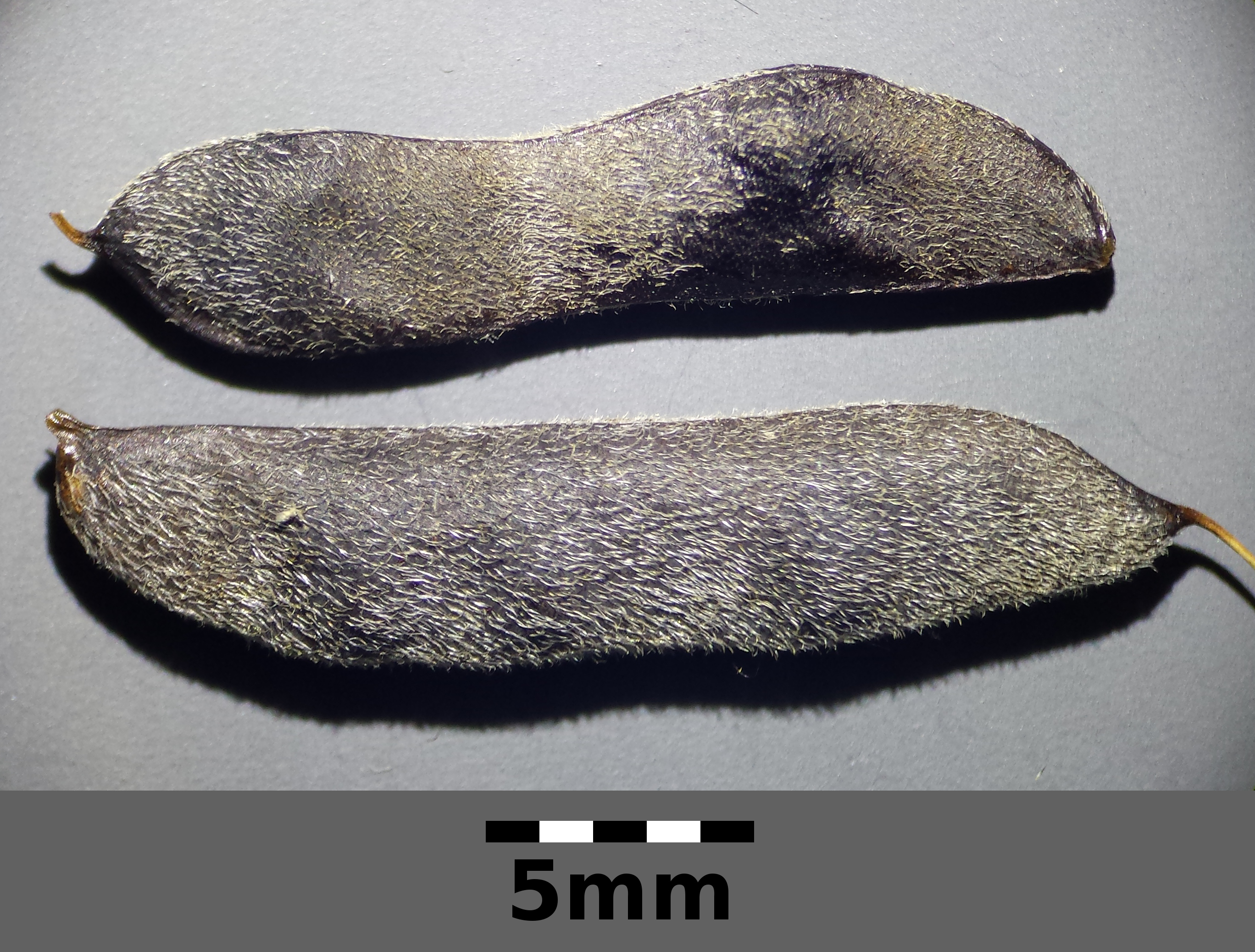
Anliegend behaarte Hülsenfrüchte
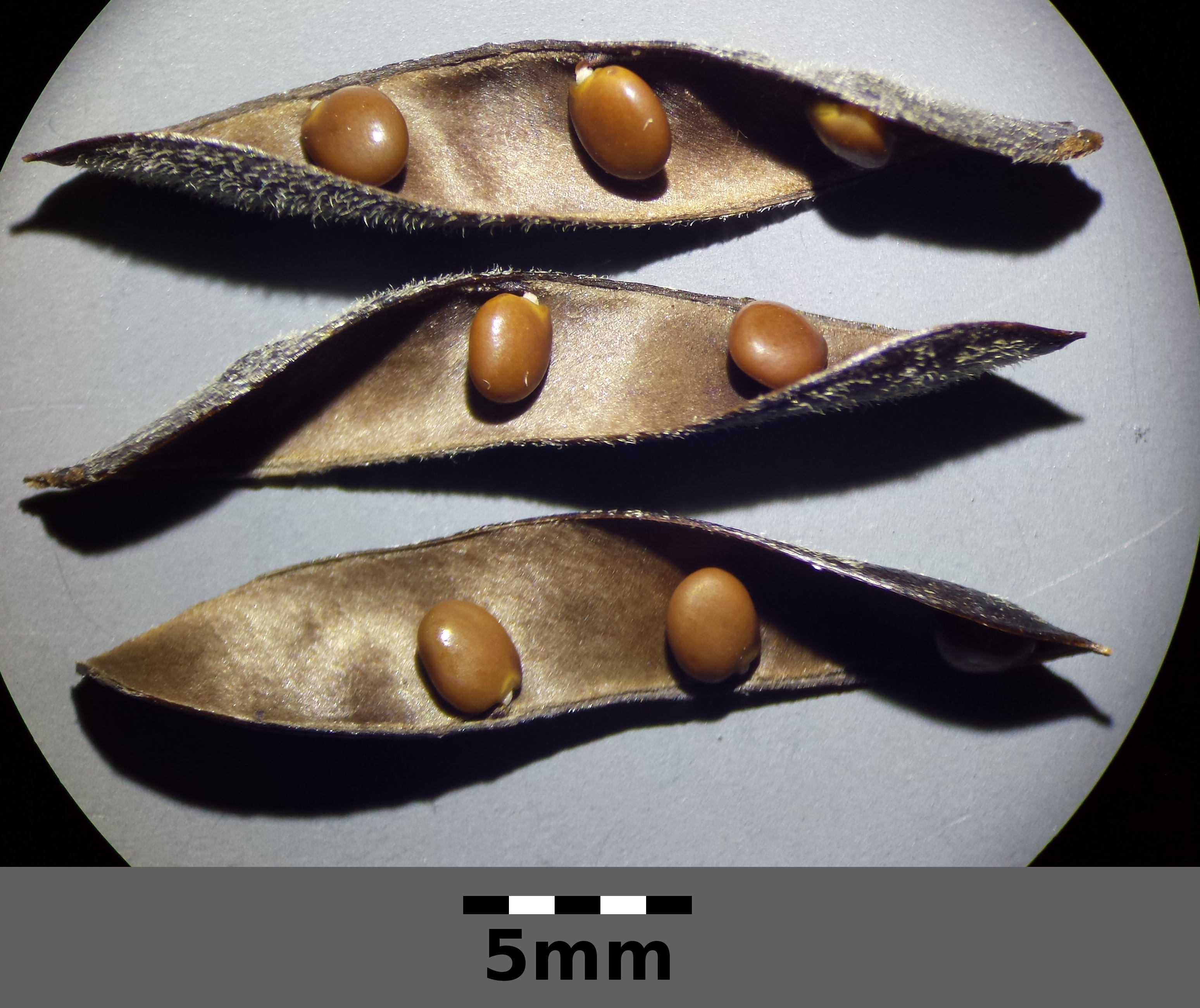
Geöffnete Hülsenfrüchte
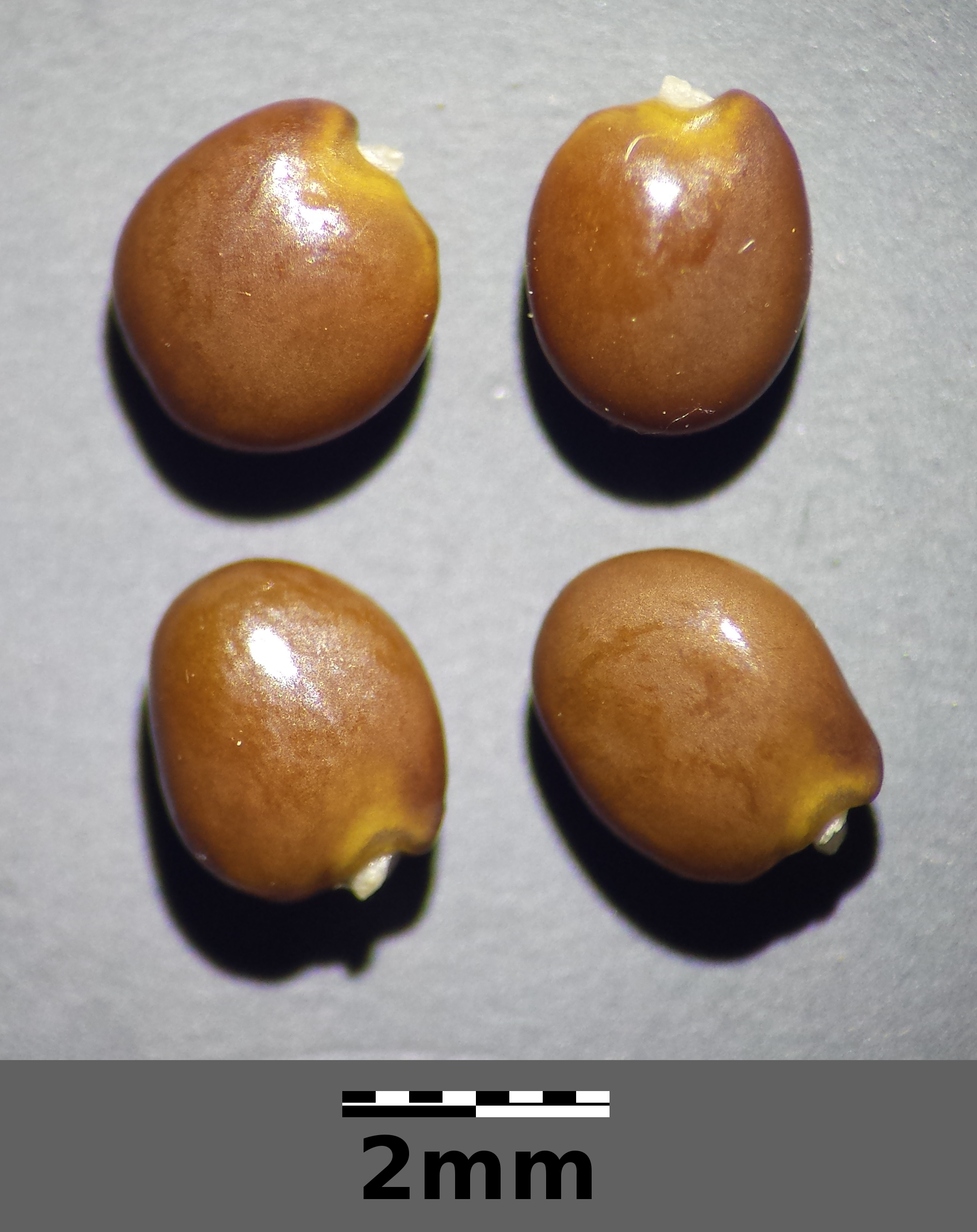
Samen